# هريستو زاهاريف
هريستو زاهاريف مواليد 27 أكتوبر 1990 في صوفيا، هو لاعب كرة سلة بلغاري. بدأ مسيرته الاحترافية في سنة 2004. يلعب مع فريق نادي أكاديميك لكرة السلة في الدوري البلغاري الوطني لكرة السلة. يبلغ طوله 6 قدم 6 بوصة (2.0 م).

## المسيرة الاحترافية
لعب مع نادي أكاديميك لكرة السلة من سنة 2006 إلى 2008، ثم لعب مع فورتيتودو بولونيا في الدوري الإيطالي في موسم 2008–2009، ثم لعب مع بالاكانسترو فاريزي في موسم 2009–2010، ثم لعب مع نادي أكاديميك لكرة السلة في سنة 2014.

## الإنجازات
- الدوري البلغاري الوطني لكرة السلة (1): 2013–14
- كأس بلغاريا لكرة السلة (1): 2013–14

## روابط خارجية
- هريستو زاهاريف على موقع الاتحاد الدولي لكرة السلة (الإنجليزية)
- هريستو زاهاريف على موقع كرة السلة الأوروبية.كوم (الإنجليزية)
- هريستو زاهاريف على موقع ريلجم (الإنجليزية)
- هريستو زاهاريف على موقع بروبوليرز (الإنجليزية)
- هريستو زاهاريف على موقع سبورتس رفرنس (الإنجليزية)